# Retencija (vodogradnja)
Retencija, u vodogradnji ili hidrotehnici, je uređeno područje u slijevu vodotoka koje služi za privremeno zadržavanje vode radi zaštite od poplava. Puštanjem vode u retenciju smanjuje se najveći (maksimalni) protok na nizvodnom području, pa se time količina vode koja bi inače poplavila to područje propušta kroz vodotok dulje vrijeme. Retencija može biti izvedena tako da se puni nekontrolirano, a kontrolira se samo izlaz vode iz retencijskoga prostora, ili se može puniti i prazniti kontrolirano. Tada se retencija puni prelijevanjem preko bočnoga preljeva na nasipu ili otvaranjem zapornica na ustavama. Pošto prođe opasnost od poplava nizvodnoga područja, zapornice se otvaraju i voda se vraća u vodotok.